# Todor Skrimov
Todor Asenov Skrimov (in bulgaro Тодор Скримов?; Pernik, 9 gennaio 1990) è un pallavolista bulgaro.
Gioca nel ruolo di schiacciatore nell'Enisej.

## Carriera
La carriera di Todor Skrimov inizia a livello giovanile nella squadra della sua città, il Minyor Pernik, prima di trasferirsi in Francia e continuare a giocare nel settore giovanile del Fréjus. Inizia la carriera professionistica nella stagione 2009-10, esordendo nel massimo campionato francese col Paris: nel corso delle quattro stagioni col club parigino disputa la finale scudetto 2012-13, persa contro il Tours; nel 2011 riceve la prima chiamata in nazionale, prendendo parte al campionato europeo.
Nella stagione 2013-14 viene ingaggiato dalla Top Volley di Latina nella Serie A1 italiana, dove gioca per due annate, passando poi nella stagione 2015-16 alla Powervolley Milano, dove resta altre due annate; nel corso dell'esperienza meneghina, è costretto ad interrompere temporaneamente l'attività agonistica per l'asportazione di un tumore del rene.
Per il campionato 2017-18 si accasa al NOVA, militante nella Superliga russa, per poi ritornare nella Serie A1 italiana con la Callipo nella stagione 2018-19.
Nell'annata seguente torna nuovamente nel massimo campionato russo, ingaggiato dall'Enisej.

## Palmarès

### Nazionale (competizioni minori)
- Memorial Hubert Wagner 2016

### Premi individuali
- 2011 - Ligue A: Miglior schiacciatore